# Abtao (U-Boot)
Die Abtao (SS-42), ehemals Tiburon (SS-6) liegt als Museumsboot im Hafen in Callao, an dem auch das peruanische Marinemuseum (Museo Naval del Peru) und das Museum der Callao Festung (Museo Real Felipe) angesiedelt sind. Es handelte sich ursprünglich um ein Angriffs-U-Boot der US-amerikanischen Macherel-Klasse.

## Allgemeines
Die spätere Abtao wurde als Tiburon am 12. Mai 1952 bei Electric Boat in Groton im US-amerikanischen Bundesstaat Connecticut auf Kiel gelegt. Der Stapellauf erfolgte am 27. Oktober 1953, die Fertigstellung am 20. Februar 1954 und die Indienststellung bei der peruanischen Marine am 1. März 1954. Mit der Ankunft in Callao am 20. Juli 1954 wurde das Boot Teil der peruanischen Marine.
Das Boot war das einzige Boot der peruanischen Marine, welches den Namen Tiburon trug. Der Name ist die spanische Bezeichnung für Haifisch. Am 29. März 1957 wurde der Name auf Abtao geändert, zur Erinnerung an das Seegefecht von 1866, im Rahmen des Spanisch-Südamerikanischen Krieges.
Das Boot hat während seiner 48-jährigen Dienstzeit 5003 Tauchgänge hinter sich gebracht.
Im Jahr 1988 nahm er an der Rettung von 22 Besatzungsmitgliedern des U-Bootes Pacocha teil, welches nach einer Kollision mit dem japanischen Kutter Kiowa Maru bei Callao sank.
Die Abtao ging am 10. Mai 1999 in Reserve und wurde am 10. März 2000 außer Dienst gestellt und schließlich am 28. Januar 2004 in ein Museumsschiff umgewandelt.
Das Dienstmotto des Bootes lautete „Silens et Audax“ oder „Silent and Audacious“.